# Яблоновка (Лохвицкий район)
Яблоно́вка (укр. Яблунівка) — село,
Исковецкий сельский совет,
Лохвицкий район,
Полтавская область,
Украина.

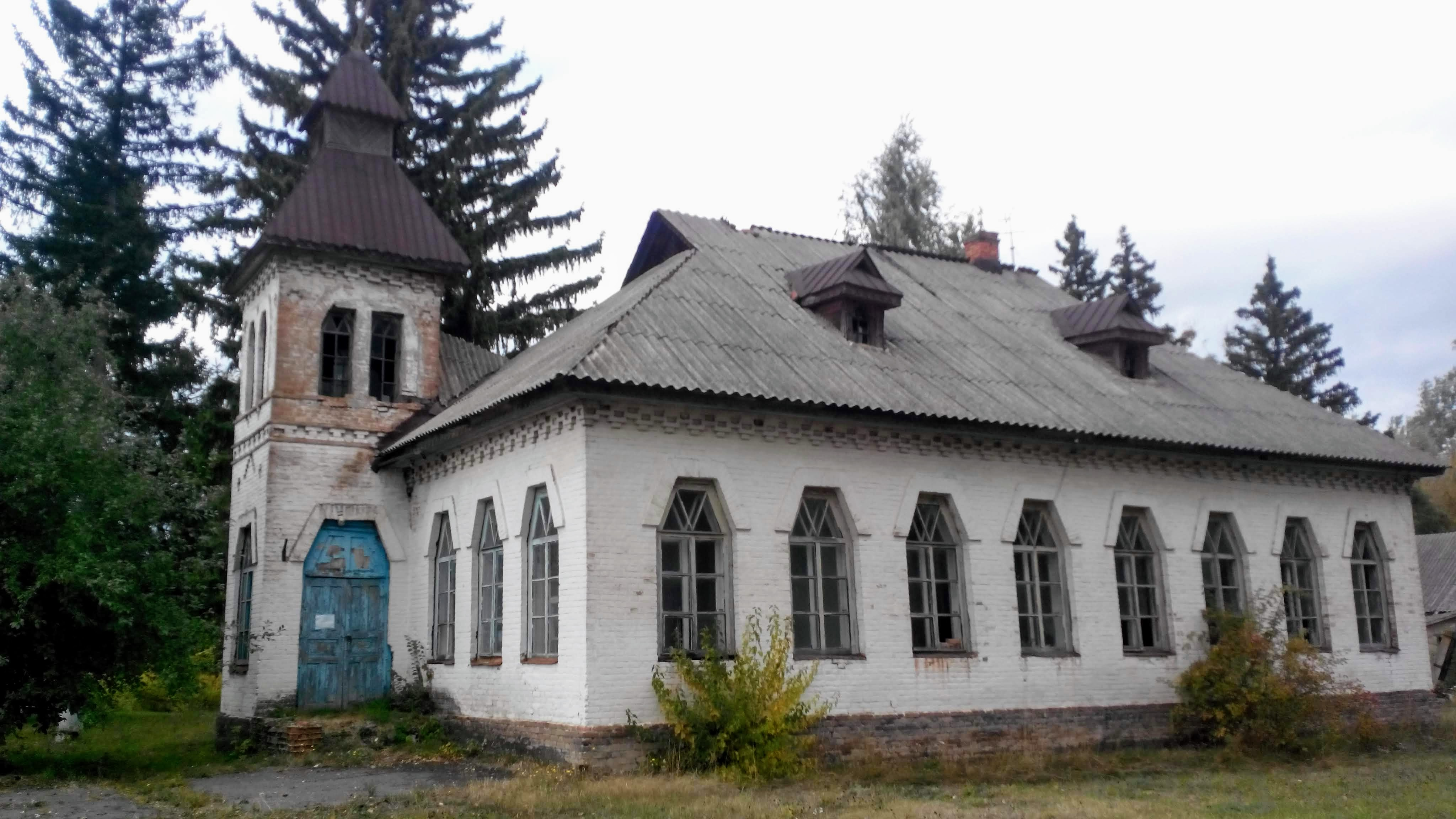
Историческое здание земской школы, постройки нач. XX в.

Код КОАТУУ — 5322682805. Население по переписи 2001 года составляло 302 человека.

## Географическое положение
Село Яблоновка находится на расстоянии в 1,5 км от сёл Венславы и Исковцы. По селу протекает пересыхающий ручей с запрудой — исток реки Сулица.

## История
- 1660 — дата основания как село Гапоновка.
- 1936 — переименовано в село Ворошиловка.
- 1958 — переименовано в село Яблоновка.

## Экономика
- Молочно-товарная ферма.
- ООО «Яблоновка».

## Объекты социальной сферы
- Детский сад.